# Clamor Heinrich Abel

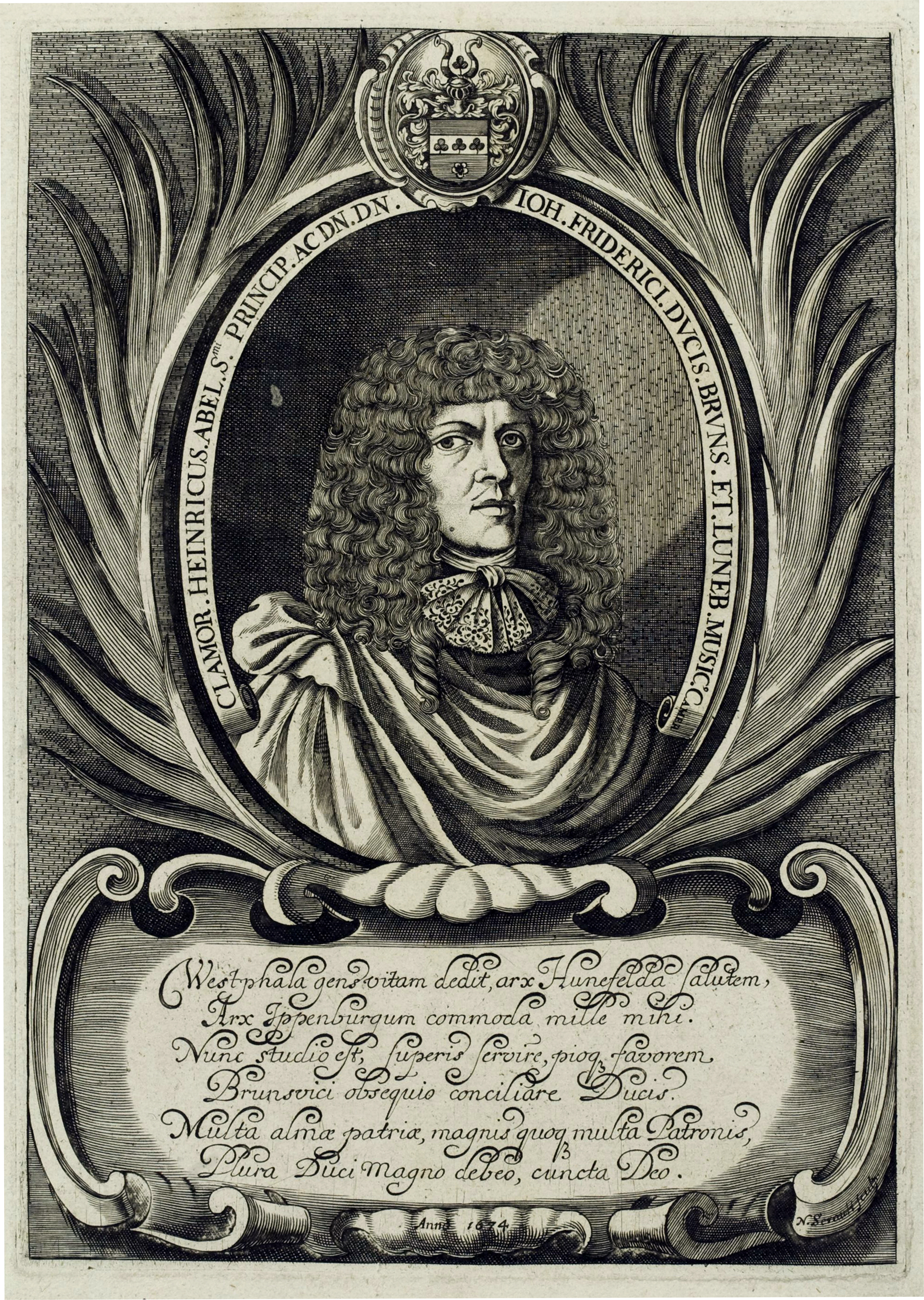
Porträt von „Clamor. Heinricus. Abel.“; „Anno 1674“ datierter Kupferstich mit der Künstlersignatur von Noel Serault

Clamor Heinrich Abel (auch: Heinrich Abell, * 1634 in Burg Hünnefeld bei Bad Essen/Westfalen; † 25. Juli 1696 in Bremen) war ein deutscher Organist, Gambist, Komponist und Violonist.

## Leben und Wirken
Clamor Heinrich Abel war der Sohn des inmitten des Dreißigjährigen Krieges 1637 bis 1641 in der hannoverschen Hofkapelle musizierenden Ernst Abel(l) sowie Mitglied einer im 17. und 18. Jahrhundert in Nord- und Mitteldeutschland berühmten Musikerfamilie: Er ist der Vater des Gambisten und Violonisten Christian Ferdinand Abel und Großvater des Gambenvirtuosen und Komponisten Carl Friedrich Abel und Leopold August Abels. Sein Großvater Heinrich Othmar Abel (um  1580–nach  1630) war ab 1630 auf Schloss Hünnefeld tätig. Sein dortiger Dienstherr war Clamor Eberhard von dem Bussche (1611–1666). Der Vorname Clamor war den bei Herren von dem Bussche über viele Generationen ein charakteristischer und gebräuchlicher Vorname. Daher ist die heute eher seltene Namenskombination Clamor Heinrich aus den Vornamen des Großvaters und dessen Dienstherrn durchaus nachvollziehbar.
Um 1685 heiratete Abel die Magdalene Herbof.
Werdegang

Clamor Heinrich Abel(l) lässt sich von 1662 bis 1664 als Hofmusiker und Organist in Celle nachweisen.
1665 bis 1685 wirkte Abel in Hannover als herzoglicher Kammermusiker.
Nachdem Abel „nach 1685 vermutliche wieder in Celle“ tätig war, musizierte er ab 1694 als „Obermusicus“ in Bremen.

## Werke
- Die aus 59 Einzelwerken bestehende Sammlung Erstlinge musikalischer Blumen; drei Teile; 1674 bis 1677;[1] Teil 1 (1674) und 2 (1676): Vier Instrumenten sampt dem Basso continuo[4] RISM ID: 990000049
  - Bataille D-Dur für 2 Violinen und B.c. in: Erstlinge musikalischer Blumen RISM ID: 840028498
- Dritter Theil musicalischer Blumen: bestehend in Allemanden, Correnten, Sarabanden, und Giguen nebenst ihren Variationen: theils mit einer Violin, theils mit einer verstimbten Viola da gamba und Violin, mit ihrem Basso pro clavicembalo; Clamor-Heinrici Abels. In Verlegung Thomæ Heinrich Hauensteins: Gedruckt bey Johann Görlin, Frankfurt am Mayn 1677, OCLC 29148284 RISM ID: 990000051
- Sonata sopra Cuccu für  Violine, Viola da gamba und B.c., entstanden in den 1670er Jahren RISM ID: 806918850 RISM ID: 806932195
- Sonata a- moll für zwei Violinen RISM ID: 840028542

- Folie d’Espagne (1685)
- Zwei Suiten für Violine und Generalbass; aus dem dritten Theil der Erstlinge musikalischer Blumen; je 6 Sätze;1677; Lilienthal:Eres - Edition 7904; 2015; ISMN 979-0-2024-7904-9 (Suche im DNB-Portal)

## Einspielungen
- Bataille D-dur für 2 Violinen und B.c.; aus: Erstlinge musikalischer Blumen. In: Virtuose deutsche Violinmusik des 17. [siebzehnten] Jahrhunderts; Musica antiqua Köln; EMI CDM 7 69104 2
- Sonata sopra Cuccu. In: Violino oder Geige: die Dresdner Schule. Francois Fernandez, Violine; Ricercar Consort, OCLC 631635779